# Karma yoga

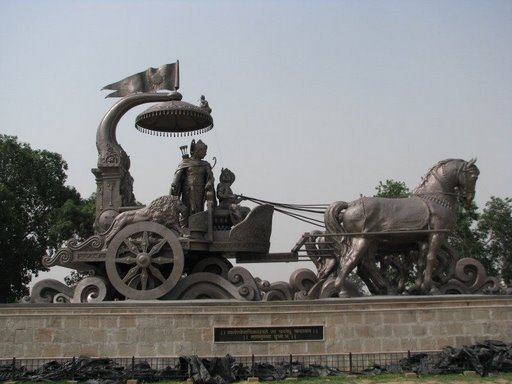
Statuie de bronz reprezentând discursul lui Krishna și Arjuna, în Kurukshetra

Karma yoga (în sanscrită कर्म योग), numită și Karma marga, este una dintre cele patru căi spirituale clasice din hinduism, una bazată pe „yoga acțiunii”, celelalte fiind Jnana yoga (calea cunoașterii), Raja yoga (calea meditației) și Bhakti yoga (calea devotamentului iubitor față de un zeu personal). Pentru un karma yoghin, acțiunea corectă este o formă de rugăciune. Cele trei căi nu se exclud reciproc în hinduism, dar accentul relativ dintre Karma yoga, Jnana yoga și Bhakti yoga variază în funcție de individ.
Dintre căile clasice către eliberarea spirituală în hinduism, Karma yoga este calea acțiunii altruiste. Învață că un căutător spiritual ar trebui să acționeze conform dharmei, fără a fi atașat de roadele muncii sau consecințe personale. Karma Yoga, afirmă Bhagavad Gita, purifică mintea. Îl conduce pe cineva să ia în considerare dharma muncii și munca conform dharmei cuiva, a face lucrarea lui Dumnezeu și, în acest sens, a deveni și a fi „ca întru Krishna” în fiecare moment al vieții.

## Concept
Potrivit zeului Krishna în Bhagavad Gita, Karma yoga este practica spirituală a „acțiunii dezinteresate efectuate în beneficiul altora”. Karma yoga este o cale de a ajunge la moksha (eliberarea spirituală) prin muncă. Este acțiunea corectă, fără a fi atașat de roadele muncii sau a fi manipulat de ceea ce rezultatele ar putea fi, o dedicare față de datorie și încercarea de a face ceea ce e mai bine, fiind neutru față de recompense sau rezultate, cum ar fi succesul sau eșecul.
Tendința unei ființe umane de a căuta roadele acțiunii este normală, susțin textele hinduse, dar un atașament exclusiv față de roadele muncii și consecințe pozitive imediate poate compromite dharma (acțiune etică, îndreptățită). Karma yoga, afirmă Bilimoria, este „acțiune reglată fin din punct de vedere etic”. Potrivit lui Stephen Phillips, profesor de filozofie și studii asiatice, „numai acțiunea dharmică” este potrivită în Karma yoga, unde cineva își minimizează propriul rol exclusiv sau propriile interese exclusive. În schimb, karma yoghinul ia în considerare interesele tuturor părților în mod imparțial, toate ființele, elementele Prakṛti și apoi face ceea ce trebuie. Cu toate acestea, adaugă Phillips, există comentatori care nu sunt de acord și afirmă că „orice acțiune poate fi făcută ca Karma yoga” și nu trebuie să fie în concordanță cu dharma.